# Великі Карзі
Великі Карзі́ (рос. Большие Карзи) — село у складі Артинського міського округу Свердловської області.
Населення — 230 осіб (2010, 309 у 2002).
Національний склад станом на 2002 рік: марійці — 92 %.